# نوبة اكتئاب عظمى
نوبة الاكتئاب العظمى أو الاكتئاب الوجداني هي فترة زمنية تتصف بالإصابة بأعراض الاضطراب الاكتئابي الكبير، حيث تكون هذه الأعراض بالدرجة الأولى حالة اكتئاب نفسية لأسبوعين أو أكثر، وفقدان الأهمية أو المتعة في النشاطات اليومية، ترافقها أعراض أخرى كالشعور بالفراغ، واليأس، والقلق، والتفاهة، والذنب، و/أو سرعة الانفعال، التغير في الشهية، مشاكل في التركيز، مشاكل في تذكر تفاصيل أو اتخاذ قرارات، والتفكير بالانتحار، وأرق أو فرط في النوم، وآلام، وأوجاع، ومشاكل في الهضم. تم تشخيص الوصف رسمياً بالمعايير التشخيصية للأمراض النفسية كدي-أس-إم-5 والمراجعة العاشرة للتصنيف الدولي للأمراض.
ترتبط بالاكتئاب آلام عاطفية كبيرة، وتكاليف اقتصادية باهظة. فالتكاليف الاقتصادية المرتبطة بنوبة الاكتئاب العظمى في الولايات المتحدة وكندا مقاربة لتلك المتعلقة بأمراض القلب والسكري، ومشاكل الظهر، وهي أكبر من تكاليف ارتفاع ضغط الدم. وحسب مجلة الطب النفسي الشمالية، هنالك علاقة مترابطة بين نوبة الاكتئاب العظمى والبطالة.
تتضمن علاجات نوبة الاكتئاب العظمى بتمارين بدنية، وعلاجات نفسية، ومضادات اكتئاب، ولكن في الحالات الخطيرة قد تتطلب إدخال للمستشفى أو المعالجة المكثفة في العيادات الخارجية. هنالك العديد من النظريات تناقش لماذا تحدث الاكتئابات. هنالك تعليل لهذا الأمر يرجع بأنه اختلال توازن في النواقل العصبية في الدماغ، وهو ما يسبب للشخص شعورا باليأس وانعدام القيمة أو الجدوى. يظهر الرنين المغناطيسي صور مختلفة للدماغ للأشخاص المصابون بالاكتئاب عن أولئك الذين ليس لديهم علامات اكتئاب. ترتفع حالة الإصابة بالاكتئاب أكثر لعائلة لها تاريخ وراثي مرتبط به، ويمكن أن يصيب الإنسان في أي مرحلة في عمره بما في ذلك مرحلة الرضاعة والطفولة المبكرة، ولكن يبدأ غالباً في أواخر سن العشرينيات وتتفاوت بداية الإصابة من فجائية إلى تدريجية، وقد تحدث على شكل نوبات متكررة قد تدوم من عدة شهور إلى بضع سنوات، ويعيش المريض حياة عادية بين كل نوبتين، والنوبات التي لا تعالج قد تصل فترتها إلى 6 شهور أو أكثر، ويشفى المريض ويتحسن بشكل كامل ويعود لسابق أدائه الوظيفي والاجتماعي، ومع هذا فقد يتخذ مسار نوبة الاكتئاب في نحو 20% من ًالحالات مساراً مزمناً لا تختفي أعراضه وخاصة إذا لم يتاح العلاج الملائم وتسمى النوع المزمن. ويعتبر الانتحار أحد النتائج الفاجعة على وجه الخصوص والمترتبة على الاضطراب الاكتئابي حيث ينهي نحو 15-20% من مرضى الاكتئاب حياتهم بالانتحار.

## أنواع النوبات
يمكن تقسيم نوبات الاكتئاب العظمى على حسب شدتها، فتكون كالتالي: 
1. نوبة خفيفة: تكون الأعراض طفيفة وينتج عنها إعاقة وظيفية غير ملحوظة أو قصور طفيف في العلاقات الاجتماعية .
2. نوبة متوسطة: تكون الأعراض والإعاقة متوسطة الشدة .
3. نوبة شديدة بدون أعراض ذهانية: تكون الأعراض شديدة وينتج عنها قصور واضح في العلاقات الوظيفية والاجتماعية .
4. نوبة شديدة مع أعراض ذهانية: ضلالات أو هلاوس وهي إما: 
  - متناسقة مع حالة الوجدان (Mood-Congruent): يكون محتواها الشعور بالذنب أو الرغبة في الموت، أو العدمية. 
  - غير متناسقة مع حالة الوجدان (Mood-Incongruent): لا تتضمن محتوى اكتئابيا ولكنها تكون اضطهادية أو وضع أفكار في رأسه لا تعبر عن رأيه.
5. نوبة في حالة هدأة جزئية أو كاملة .
6. نوبة غير نوعية .
7. نوبة مزمنة : إذا بقيت النوبة لمدة عامين متواصلين .
8. نوبة النوع الميلانخولي (Melancholic): ويتم تشخيص هذا النوع بخمسة أعراض على الأقل:
  - يكون الاكتئاب في أشد حالاته في الصباح الباكر . 
  - عدم الاكتراث أو الاستمتاع بأي نشاط تقريبا . 
  - التبلد الحركي أو الفوران الداخلي (Agitation).
  - عدم التفاعل مع المثيرات الباعثة على السعادة . 
  - الأرق في الصباح الباكر . 
  - فقدان الشهية المرضي أو فقدان الوزن لأكثر من  5% من وزن الجسم في مدة شهر . 
  - تحسن ملحوظ لأنواع معينة من العلاجات مثل أدوية المضادة للاكتئاب أو الصدمات الكهربائية المحدثة للتشنجات

## الأعراض
المعايير التالية مبنية على معايير الدليل التشخيصي والإحصائي للاضطرابات النفسية النسخة الرابعة الرسمي لنوبة الاكتئاب العظمى. يتطلب تشخيص المريض نوبة الاكتئاب العظمى مدة أسبوعين بخمسة أو أكثر من الأعراض المذكورة في الأسفل، ويجب أن تكون هذه الأعراض خارج السلوك الاعتيادي للمريض. ويجب أن يكون مزاجه مكتئباً، أو انخفاض في الاهتمام والتلذذ من ضمن الأعراض الخمسة للتشخيص (في العديد من الحالات تكون كلاهما حاضرة)

### المزاج وانعدام التلذذ وانعدام الإهتمام
الشخص المصاب بنوبة الاكتئاب العظمى قد يشكو من مزاج مكتئب أو قد يبدو مكتئباً للأخرين. وغالباً ما ينخفض الاهتمام والمتعة في الأنشطة اليومية، ويشار إلى هذا بانعدام التلذذ. وهذه المشاعر يجب أن تكون حاضرة بشكل يومي لمدة أسبوعان أو أكثر لتحقق معايير الدليل التشخيصي والإحصائي للاضطرابات النفسية لنوبة الاكتئاب العظمى. بالإضافة لذلك، قد يعاني الشخص من أحد المشاعر التالية: الحزن، الشعور بالفراغ، يأس، ذنب، قلق، بكاء، تشاؤم أو سرعة الانفعال. الأطفال والمراهقون بشكل خاص قد يشعرون بسرعة الانفعال. وقد يكون هنالك انعدام اهتمام أو انعدام الرغبة في ممارسة الجنس. أصدقاء وأقرباء الشخص المكتئب قد يلاحظون أنه/أنها ينعزل عن الأصدقاء، ويتجاهل أو يقلع عن فعل نشاطات كانت ذا يوم مصدر متعة وسعادة له.
قد يشعر المكتئبون أيضاً بالذنب الذي يتخطى الحواجز الطبيعية، أو يكون وهمي. وقد يفكر المكتئبون بأنفسهم بطريقة سلبية جداً، بطرق غير واقعية، كالانشغال الكامل بالتفكير بالإخفاقات الماضية، ومشخصة أحداث تافهة حدثت لهم، أو الاعتقاد بأن مشاكل صغيرة ارتكبوها جعلتهم بلا فائدة، وقد يأتي لهم شعور غير واقعي للمسؤولية الشخصية حيث يرون الأشياء خارجة عن إرادتهم بأنه خطأهم. بالإضافة لذلك من يحمل شعور كراهية النفس، التي قد تؤدي إلى دوامة اكتئابية عندما تشترك مع أعراض أخرى.

### التغير في نمط الطعام، الشهية، أو الوزن
الشخص الذي يعاني من نوبة الاكتئاب العظمى قد يصادفه نقص أو زيادة في الوزن (كخمسة في المائة من وزن جسمهم في شهر)، أو تغيرات في الشهية. التغيرات في الشهية تتجلى على شيئان : إما أن يكون النقص في الأكل أو الفرط في الأكل. في الحالة الأولى بعض الأشخاص لا يشعرون بالجوع، ويستطيعون البقاء لفترات طولية من دون أكل، أو قد ينسون أن يأكلون، وإذا أكلوا، فهم يأكلون كميات قليلة تكون كافية لإشباعهم. وعند الأطفال، الفشل في الوصول إلى الوزن المناسب قد ينطوي تحت هذا المعيار. ويرتبط النقص في الأكل غالباً بنوع اكتئاب سوداوي. في الحالة الأخرى، تميل شهية بعض الأشخاص للارتفاع، وقد يكسبون وزن هائل، وقد يتطوقون إلى أنواع محددة من الطعام كالحلويات، أو الكاربوهيدرات. الاشخاص المصابون بالاضطراب العاطفي الموسمي يتوقون عادةً الطعام الملئ بالكاربوهيدرات. الافراط في تناول الطعام غالباً مايرتبط بنوع من الكآبة يسمى بالاكتئاب اللا نمطي (Atypical depression).

### النوم
يفرط الشخص المصاب في النوم كل يوم تقريباً، ويُعرف ذلك بفرط النوم، أو لا يحصل على حاجته الكافية من النوم ويُعرف ذلك بالأرق. والأرق هو أشهر نوع معروف لاضطراب النوم للاشخاص المصابين باكتئاب سريري، وهو غالباً يرتبط مع نوع كآبة سوداوي. أعراض القلق تتضمن مشاكل الخلود للنوم، مشاكل في البقاء نائماً، و/أو الجلوس مبكراً في الصباح. الافراط في النوم هو اضطراب في النوم أقل شيوعاً. قد تتضمن الأعراض النوم لفترات طويلة في الليل أو ازدياد النوم خلال النهار. وقد لا يتم الحصول على راحة خلال فترة النوم. وقد يشعر الشخص المصاب بالكسل بالرغم من الساعات العديدة من نومه. وهذا يؤثر على حياته اليومية وقدرته على التركيز في المنزل أو خلال العمل. وبحسب المكتبة الوطنية الأمريكية للطب، الأشخاص المصابين بالاضطراب العاطفي الموسمي قد ينامون أكثر خلال فترات الشتاء، غالباً مايرتبط فرط النوم مع الاكتئاب اللا نمطي. فرط النوم أقل شيوعاً من الأرق، وحوالي 40% من الأشخاص يعانون من فرط النوم من وقت لآخر.

### الفوران الداخلي
تقريباً في كل يوم، قد يرى الآخرين أن نشاط الشخص المصاب غير طبيعي. الأشخاص الذين يصابون من الاكتئاب قد يكونون مفرطين في الحركة وهو زيادة النشاط الحركي (اضطراب الحركة) أو خاملين. وإذا كان الشخص مفرط في الحركة، يأخذ شكل عدم القدرة على الاستقرار في مكان واحد وقد يجد صعوبة في الجلوس هامداً. وقد يجري في الغرفة، يهزهز يداه، أو يتململ مع الملابس أو الأشياء أوالطرق باليد أو شد الشعر أو حك الجلد. والشخص المصاب بالخمول يميل إلى الحركة بخمول، وقد يمشي في الغرفة ببطئ جداً، يتجنب النظر، ويجلس هامداً على كرسي ويتحدث ببطئ ويقول أشياءاً قليلة. وقد يقول بأنه يحس بأن ذراعيه وقدماه ثقيلتان. ولتتحقق معاييرالحركة، يجب أن يكون التغير في النشاط الحركي غير اعتيادي، بحيث أن الأخرين يستطيعون ملاحظته. الملاحظات الشخصية عن الشعور بالتملل أو الإحساس بالبطئ لا تُحتسب بمعايير التشخيص.

### التعب والتركيز
تقريباً في كل يوم، يعاني الشخص المصاب من تعب شديد، وارهاق، أو نقص في الطاقة. وقد يشعر بالتعب من دون الضلوع في أي نشاط بدني، والمهام يوما بعد يوم تصبح صعبة على نحو متزايد. مهام العمل أو الواجبات المنزلية تصبح متعبة للغاية. وقد يكون الشخص متردداً ولديه مشاكل في التفكير أو التركيز. مشاكل في الذاكرة وارتباكات، هذه المشاكل تتسبب في صعوبة بالغة في العمل لهاؤلاء الذين يتطلبون العمل بأنشطة فكرية كالمدرسة أو العمل.

### التفكير في الموت أو الانتحار
قد يكرر الشخص المصاب أفكاراً تتعلق بالموت (أفكار ليست مقصدها الخوف من الموت) أو الانتحار (مع أو بدون خطة)، أو قد يحاول الانتحار. تكرار وشدة الأفكار حول الانتحار قد تتفاوت من الاعتقاد بأن الأصدقاء والعائلة سيكونون بأفضل حال لو مات، إلى أفكار تتعلق بالانتحار (تتعلق الأسباب عموماً بقصد إيقاف الألم العاطفي)، وإلى أفكار تتعلق بخطط كيف سيتم تنفيذ الانتحار.

## المسببات
يجهل أطباء النفس أسباب الاكتئاب بشكل جلي، بالرغم من الدراسات الكثيرة التي تناولت أسباب الآثار النفسية، كالاسباب البيولوجية، والاجتماعية والنفسية، وفيما يلي أبرز الأسباب التي لها ارتباط باكتئاب النوبة العظمى:
- الجينات الوراثية
- الأمينات الحيوية
- اختلال النشاط الهرموني
- العوامل الاجتماعية والبيئية
- العوامل النفسية